# Nightingale (banda)
Nightingale é uma banda de metal progressivo e heavy metal de Örebro, Suécia.

## História
O Nightingale começou em 1995 como um projeto solo de rock gótico de Dan Swanö. O primeiro álbum The Breathing Shadow foi gravado e masterizado pelo próprio músico, e foi descrito como um tributo à legendária banda do gênero Sisters of Mercy pela semelhança do som. O segundo álbum The Closing Chronicles foi gravado em abril de 1996 com seu irmão Tom Nouga (nome real Dag Swanö). Foi um álbum influenciado pelo rock progressivo e pelo heavy metal, continuando uma história iniciada pelo álbum anterior, para uma trágica finalização com a morte dos personagens centrais. A banda permaneceu um tempo sem novos trabalhos, exceto por concertos na região de sua cidade natal Orebro, já com Erik Oskarsson no baixo e Ari Halinoja na bateria. O álbum I (2000) é uma prequela dois anteriores.

## Integrantes

### Formação atual
- Dan Swanö - vocal, guitarra e sintetizador
- Tom Nouga (Dag Swanö) - baixo, guitarra e sintetizador
- Tom Björn - bateria
- Erik Oskarsson - baixo

## Discografia

### Álbuns de estúdio[3]
- The Breathing Shadow (1995)
- The Closing Chronicles (1996)
- I (2000)
- Alive Again (2003)
- Invisible (2004)
- White Darkness (2007)
- Retribution (2014)

### Álbuns ao vivo
- Rock Hard Live (2017)

### Compilações
- Nightfall Overture (2005)